# Борзынь
Борзынь — деревня в Вязниковском районе Владимирской области России, входит в состав муниципального образования «Город Вязники».

## География
Деревня расположена в 6 км на запад от райцентра Вязники.

## История
В конце XIX — начале XX века деревня входила в состав Станковской волости Вязниковского уезда, с 1926 года — в составе Вязниковской волости. В 1859 году в деревне числилось 15 дворов, в 1905 году — 14 дворов, в 1926 году — 23 двора.
С 1929 года деревня входила в состав Больше-Липкинского сельсовета Вязниковского района, с 1940 года — в составе Лосевского сельсовета, с 1949 года — в составе Коурковского сельсовета, с 1986 года — в составе Чудиновского сельсовета, с 2005 года — в составе муниципального образования «Город Вязники».

## Население
| 1859 | 1905 | 1926 | 2002 | 2010 | 2021 |
| ---- | ---- | ---- | ---- | ---- | ---- |
| 92   | ↘86  | ↗144 | ↘41  | ↘36  | ↗38  |